# Серпухов (городской округ)
Городско́й о́круг Се́рпухов — муниципальное образование  в Московской области России. Административный центр — город Серпухов.

## География
Городской округ расположен на юге области.
В границах до декабря 2018 года округ в пределах города был окружён Серпуховским муниципальным районом, в новых границах с 30 декабря 2018 года включил в себя территорию всего упразднённого муниципального района.
Площадь территории городского округа после присоединения Протвино и Пущино с февраля 2023 года составляет 1101,25 км².
Граничит с городскими округами Московской области: Ступино на востоке, Чехов на севере, а также с Жуковским и Тарусским районами Калужской области на западе и Заокским и Ясногорским районами Тульской области на юге.

## История
Первые люди на данной территории появились около десяти тысяч лет назад, в период мезолита, то есть за пять с половиной тысяч лет до начала строительства пирамиды Хеопса. Исследования археологов подтверждают, что первые поселения наших предков находились на месте современных деревень Дракино, Прилуки и Лужки. С тех пор люди не покидали долины Оки, Нары, Лопасни и Протвы.
Жившие на серпуховской земле народы — вятичи. Бурное развитие Серпуховского края началось в эпоху Средневековья, вдоль рек стали появляться города. Например, Лобынск, знаменитый в русской истории тем, что именно в этот город в 1147 году Юрий Долгорукий отправил гонцов с письмом, текст которого известен нам всем: „Приди ко мне, брате, в Москов…“ — первое документальное упоминание о Москве. На Оке появился град Спас-Тешилов, на Наре — Иванова Гора, на Протве был ещё один город — Спас-Городец. Все они защищали Москву от нападений врагов с юга. Время и войны стерли с карт небольшие, но грозные города-крепости, оставив после себя многочисленные тайны, над разгадками которых бьются историки… Летом 2008 года археологом Артёмом Павлихиным на территории Серпуховского района было обнаружено городище старинного города Неренска.

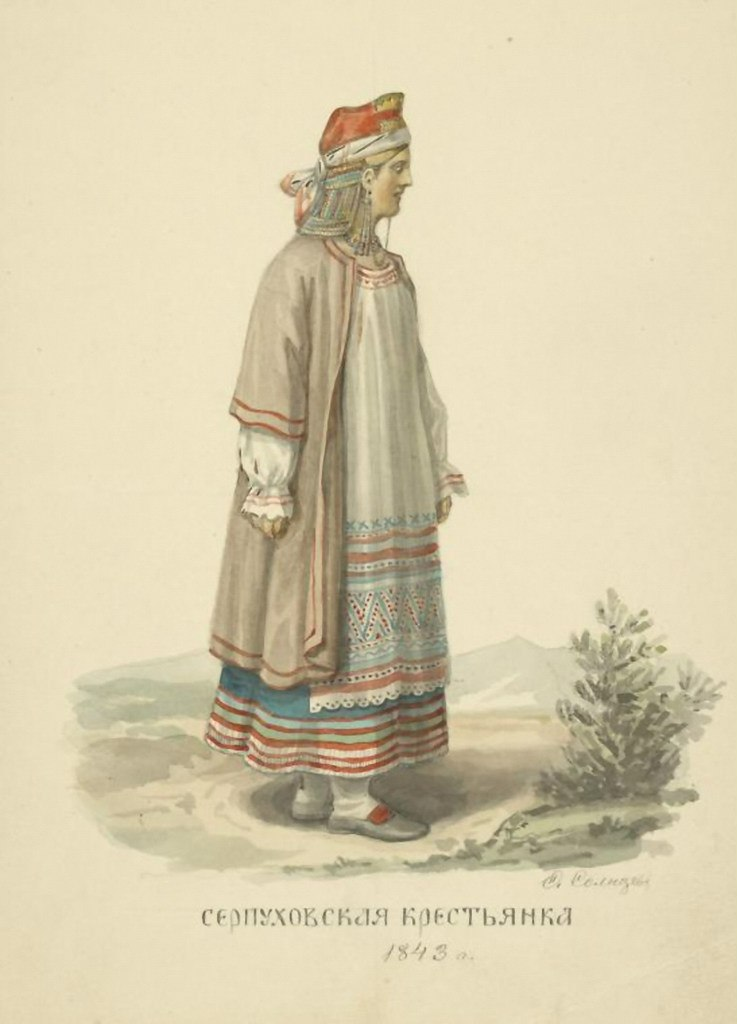
Фёдор Солнцев. Серпуховская крестьянка. 1843 год

В XIV веке на месте впадения Серпейки в Нару появился город Серпухов, первое упоминание о котором относится к 1339 году. Город много раз подвергался нападению и разорению ордынцами и литовцами. Героями тех лет были Сергий Радонежский и Афанасий Высоцкий, положившие начало монашеству в городе, и двоюродный брат Дмитрия Донского князь Владимир Храбрый, руководивший засадным полком во время Куликовской битвы и долгие годы правивший Серпуховско-Боровским княжеством.
После падения Золотой Орды, границы русского государства отступили далеко на юг, и Ока, или как её называли в Средние века — Пояс Богородицы, а вместе с ней и Серпухов утратили былое политическое и стратегическое значение. Зато началось экономическое развитие региона. В окрестностях Серпухова началась добыча железа, крестьяне изменяли ландшафт: рубили лес, на месте которого стали появляться поля. Отсюда начинается сельскохозяйственная история Серпуховского района.
В XVII—XIX веках в Серпухове и его округе стали появляться кожевенные производства, которые уступили место ткацким мануфактурам. В начале XIX века в городе были построены первые мощённые булыжником мостовые, в 1868 году от Москвы до Серпуховского уезда протянули железнодорожную ветку, рост производства достиг своего пика.

### XX — XXI вв.
В 1929—2019 годах на этой территории находился Серпуховский район.
Город Серпухов выделен в самостоятельную административно-хозяйственную единицу с непосредственным подчинением исполкому облсовета 14 сентября 1939 года.
В ходе реализации Федерального закона «Об общих принципах организации местного самоуправления в Российской Федерации» (№ 131-ФЗ от 6 октября 2003 года) в Московской области были созданы муниципальные образования. В состав муниципального образования городской округ Серпухов вошёл 1 населённый пункт — город Серпухов.
30 декабря 2018 года все городские и сельские поселения Серпуховского муниципального района были объединены с городским округом Серпухова в единое муниципальное образование городской округ Серпухов.
Постановлением от 28 января 2019 года поселения Серпуховского района были упразднены и все сельские населённые пункты переданы в административное подчинение Серпухову.
7 апреля 2019 года вместо Серпуховского района и города областного подчинения Серпухова как административно-территориальных единиц области образована новая административно-территориальная единица — город областного подчинения Серпухов с административной территорией.
Законом Московской области от 30 января 2023 года в городской округ были включены города Протвино и Пущино, которые до этого составляли самостоятельные городские округа. Юридически для сохранения правопреемства наукограда это было оформлено (статья 1) как объединение трёх городских округов в городской округ Протвино с административным центром в Серпухове (статья 3) с последующим (статья 7) наименованием объединённого муниципального образования Городской округ Серпухов.

## Население
| 2008     | 2009     | 2010     | 2011     | 2012     | 2013     | 2014     |
| -------- | -------- | -------- | -------- | -------- | -------- | -------- |
| 123 429  | →123 429 | ↗127 041 | ↘126 598 | →126 598 | ↗126 845 | ↗127 125 |
| 2015     | 2016     | 2017     | 2018     | 2019     | 2020     | 2021     |
| ↘126 728 | ↘126 586 | ↘125 929 | ↘125 817 | ↘124 897 | ↗161 802 | ↗181 030 |
| 2023     | 2024     |          |          |          |          |          |
| ↗181 197 | ↗181 687 |          |          |          |          |          |

### Национальный состав
По итогам переписи населения 2020 года проживали следующие национальности (национальности менее 0,1 % и другое, см. в сноске к строке «Другие»):
| Национальность | Численность, чел. | Доля     |
| -------------- | ----------------- | -------- |
| Русские        | 158 746           | 87,69 %  |
| Украинцы       | 906               | 0,50 %   |
| Армяне         | 644               | 0,36 %   |
| Татары         | 582               | 0,32 %   |
| Узбеки         | 451               | 0,25 %   |
| Таджики        | 412               | 0,23 %   |
| Белорусы       | 236               | 0,13 %   |
| Азербайджанцы  | 207               | 0,11 %   |
| Другие         | 18 846            | 10,41 %  |
| Итого          | 181 030           | 100,00 % |

## Населённые пункты
В городской округ входят 144 населённых пункта (до декабря 2018 года — 1 город, до января 2023 года — 142 населённых пункта).
| №   | Населённый пункт       | Тип             | Население | Бывшее (до 2018 года) муниципальное образование |
| --- | ---------------------- | --------------- | --------- | ----------------------------------------------- |
| 1   | Серпухов               | город           | ↗133 756  | городской округ Серпухов                        |
| 2   | Протвино               | город           | ↗37 221   | городской округ Протвино                        |
| 3   | Пущино                 | город           | ↘19 342   | городской округ Пущино                          |
| 4   | Агарино                | деревня         | ↗5        | сельское поселение Липицкое                     |
| 5   | Акулово                | деревня         | ↘7        | сельское поселение Дашковское                   |
| 6   | Аладьино               | деревня         | ↗8        | сельское поселение Липицкое                     |
| 7   | Алфертищево            | деревня         | ↘26       | сельское поселение Липицкое                     |
| 8   | Арнеево                | деревня         | ↗262      | сельское поселение Данковское                   |
| 9   | Байденки               | деревня         | ↗5        | сельское поселение Данковское                   |
| 10  | Балково                | деревня         | ↘292      | сельское поселение Липицкое                     |
| 11  | Банино                 | деревня         | ↗20       | сельское поселение Липицкое                     |
| 12  | Барыбино               | деревня         | ↗35       | сельское поселение Данковское                   |
| 13  | Биобаза-2              | посёлок         | ↗2        | сельское поселение Дашковское                   |
| 14  | Большая Городня        | деревня         | ↗136      | сельское поселение Липицкое                     |
| 15  | Большевик              | посёлок         | ↗7679     | сельское поселение Калиновское                  |
| 16  | Большое Грызлово       | деревня         | ↘1259     | сельское поселение Липицкое                     |
| 17  | Борисово               | деревня         | ↗667      | сельское поселение Данковское                   |
| 18  | Бутурлино              | деревня         | ↘1316     | сельское поселение Данковское                   |
| 19  | Васильевское           | деревня         | ↘1186     | сельское поселение Васильевское                 |
| 20  | Верхнее Шахлово        | деревня         | ↗23       | сельское поселение Дашковское                   |
| 21  | Верхние Велеми         | деревня         | ↗24       | сельское поселение Васильевское                 |
| 22  | Вечери                 | деревня         | ↗48       | сельское поселение Липицкое                     |
| 23  | Вихрово                | деревня         | ↘0        | сельское поселение Дашковское                   |
| 24  | Воздвиженка            | деревня         | ↘46       | сельское поселение Васильевское                 |
| 25  | Волково                | деревня         | ↗44       | сельское поселение Липицкое                     |
| 26  | Волохово               | деревня         | ↘57       | сельское поселение Липицкое                     |
| 27  | Воронино               | деревня         | ↗10       | сельское поселение Дашковское                   |
| 28  | Воскресенки            | деревня         | ↗7        | сельское поселение Данковское                   |
| 29  | Всходы                 | деревня         | ↗7        | сельское поселение Данковское                   |
| 30  | Высокие Дворики        | деревня         | ↗27       | сельское поселение Липицкое                     |
| 31  | Вязищи                 | деревня         | ↘2        | сельское поселение Липицкое                     |
| 32  | Гавшино                | деревня         | ↗182      | сельское поселение Дашковское                   |
| 33  | Глазово                | деревня         | ↗307      | сельское поселение Дашковское                   |
| 34  | Глазово-2              | деревня         | →8        | сельское поселение Липицкое                     |
| 35  | Глебово                | деревня         | ↘0        | сельское поселение Липицкое                     |
| 36  | Глубоково              | деревня         | ↘66       | сельское поселение Васильевское                 |
| 37  | Данки                  | местечко        | ↗2120     | сельское поселение Данковское                   |
| 38  | Дашковка               | деревня         | ↗239      | сельское поселение Дашковское                   |
| 39  | Демшинка               | деревня         | →1        | сельское поселение Липицкое                     |
| 40  | Дернополье             | деревня         | ↗15       | сельское поселение Дашковское                   |
| 41  | Дома отдыха «Авангард» | посёлок         | ↘360      | сельское поселение Васильевское                 |
| 42  | Дракино                | деревня         | ↗199      | сельское поселение Дашковское                   |
| 43  | Дубачино               | деревня         | →1        | сельское поселение Липицкое                     |
| 44  | Енино                  | село            | ↗6        | сельское поселение Данковское                   |
| 45  | Еськино                | деревня         | ↘51       | сельское поселение Липицкое                     |
| 46  | Жёрновка               | деревня         | ↗42       | сельское поселение Липицкое                     |
| 47  | Зайцево                | деревня         | ↗15       | сельское поселение Липицкое                     |
| 48  | Зиброво                | деревня         | ↗20       | сельское поселение Данковское                   |
| 49  | Злобино                | деревня         | ↗25       | сельское поселение Дашковское                   |
| 50  | Зыбинка                | деревня         | ↗19       | сельское поселение Липицкое                     |
| 51  | Ивановское             | деревня         | ↘266      | сельское поселение Васильевское                 |
| 52  | Ивантиново             | деревня         | ↗22       | сельское поселение Дашковское                   |
| 53  | Иваньково              | деревня         | ↗63       | сельское поселение Дашковское                   |
| 54  | Игнатьево              | деревня         | ↘6        | сельское поселение Дашковское                   |
| 55  | Игумново               | село            | ↘152      | сельское поселение Данковское                   |
| 56  | Калиново               | деревня         | ↗170      | сельское поселение Дашковское                   |
| 57  | Калиновские Выселки    | деревня         | ↘23       | сельское поселение Дашковское                   |
| 58  | Калугино               | деревня         | ↗105      | городское поселение Оболенск                    |
| 59  | Каменка                | деревня         | ↗97       | сельское поселение Васильевское                 |
| 60  | Каргашино              | деревня         | ↗51       | сельское поселение Липицкое                     |
| 61  | Карпова Поляна         | местечко        | ↘119      | сельское поселение Данковское                   |
| 62  | Кирпичного завода      | посёлок         | ↘879      | сельское поселение Липицкое                     |
| 63  | Клеймёново             | деревня         | →1        | сельское поселение Дашковское                   |
| 64  | Коптево                | деревня         | ↘0        | сельское поселение Липицкое                     |
| 65  | Костино                | деревня         | ↗24       | сельское поселение Данковское                   |
| 66  | Ланьшино               | деревня         | ↘0        | сельское поселение Липицкое                     |
| 67  | Левашово               | деревня         | ↗69       | сельское поселение Данковское                   |
| 68  | Левое Ящерово          | деревня         | ↗28       | сельское поселение Данковское                   |
| 69  | Липицы                 | село            | ↗3491     | сельское поселение Липицкое                     |
| 70  | Лисенки                | деревня         | ↘4        | сельское поселение Дашковское                   |
| 71  | Лужки                  | деревня         | ↗105      | сельское поселение Данковское                   |
| 72  | Лукино                 | деревня         | ↗115      | сельское поселение Васильевское                 |
| 73  | Лукьяново              | деревня         | ↘210      | сельское поселение Липицкое                     |
| 74  | Малое Грызлово         | деревня         | ↗5        | сельское поселение Липицкое                     |
| 75  | Малое Ящерово          | деревня         | →4        | сельское поселение Данковское                   |
| 76  | Манишки                | деревня         | ↗8        | сельское поселение Данковское                   |
| 77  | Мартьяново             | деревня         | ↗31       | сельское поселение Данковское                   |
| 78  | Мещериново             | деревня         | ↘6        | сельское поселение Липицкое                     |
| 79  | Мирный                 | посёлок         | ↘801      | сельское поселение Дашковское                   |
| 80  | Михайловка             | деревня         | ↗68       | сельское поселение Липицкое                     |
| 81  | Мокрое                 | деревня         | ↗16       | сельское поселение Дашковское                   |
| 82  | Московка               | деревня         | ↗78       | сельское поселение Васильевское                 |
| 83  | Нефедово               | деревня         | ↘303      | сельское поселение Васильевское                 |
| 84  | Нижнее Шахлово         | деревня         | ↗26       | сельское поселение Дашковское                   |
| 85  | Нижние Велеми          | деревня         | ↗10       | сельское поселение Васильевское                 |
| 86  | Никифорово             | деревня         | ↘154      | сельское поселение Данковское                   |
| 87  | Новая                  | деревня         | ↘4        | сельское поселение Васильевское                 |
| 88  | Новики                 | деревня         | ↘18       | сельское поселение Дашковское                   |
| 89  | Новинки-Бегичево       | деревня         | ↗59       | сельское поселение Данковское                   |
| 90  | Новосёлки              | посёлок         | ↗5        | сельское поселение Дашковское                   |
| 91  | Новосёлки              | деревня         | ↗16       | сельское поселение Липицкое                     |
| 92  | Новые Кузьменки        | деревня         | ↗27       | сельское поселение Васильевское                 |
| 93  | Оболенск               | посёлок         | ↘4096     | городское поселение Оболенск                    |
| 94  | Ока                    | посёлок станции | ↘1        | сельское поселение Липицкое                     |
| 95  | Палихово               | деревня         | ↗86       | сельское поселение Данковское                   |
| 96  | Паниково               | деревня         | ↗233      | сельское поселение Дашковское                   |
| 97  | Петровское             | деревня         | ↗37       | сельское поселение Васильевское                 |
| 98  | Петрухино              | деревня         | ↗7        | сельское поселение Данковское                   |
| 99  | Погари                 | деревня         | ↗15       | сельское поселение Данковское                   |
| 100 | Пограничный            | посёлок         |           | сельское поселение Данковское                   |
| 101 | Подмоклово             | деревня         | ↗222      | сельское поселение Липицкое                     |
| 102 | Правое Ящерово         | деревня         | ↗25       | сельское поселение Данковское                   |
| 103 | Прилуки                | деревня         | ↗23       | сельское поселение Данковское                   |
| 104 | Присады                | деревня         | ↘2        | сельское поселение Липицкое                     |
| 105 | Пролетарский           | посёлок         | ↗4287     | городское поселение Пролетарский                |
| 106 | Прончищево             | деревня         | ↘86       | сельское поселение Липицкое                     |
| 107 | Пущино                 | деревня         | ↗516      | сельское поселение Дашковское                   |
| 108 | Райсемёновское         | деревня         | ↗863      | сельское поселение Дашковское                   |
| 109 | Республика             | деревня         | ↘4        | сельское поселение Данковское                   |
| 110 | Рогово                 | деревня         | ↗13       | сельское поселение Липицкое                     |
| 111 | Родионовка             | деревня         | ↗77       | сельское поселение Васильевское                 |
| 112 | Родники                | деревня         | →1        | сельское поселение Данковское                   |
| 113 | Романовка              | деревня         | ↗16       | сельское поселение Дашковское                   |
| 114 | Рудаково               | деревня         | ↘2        | сельское поселение Дашковское                   |
| 115 | Рыблово                | деревня         | ↗5        | сельское поселение Васильевское                 |
| 116 | Рыжиково               | деревня         | ↗21       | сельское поселение Васильевское                 |
| 117 | Свиненки               | деревня         | ↘4        | сельское поселение Данковское                   |
| 118 | Селино                 | деревня         | ↗44       | сельское поселение Липицкое                     |
| 119 | Семеновское            | деревня         | ↘10       | сельское поселение Липицкое                     |
| 120 | Сенькино               | деревня         | ↗24       | сельское поселение Липицкое                     |
| 121 | Сераксеево             | деревня         | ↗11       | сельское поселение Данковское                   |
| 122 | Сидоренки              | деревня         | →0        | сельское поселение Дашковское                   |
| 123 | Скрёбухово             | деревня         | ↗7        | сельское поселение Дашковское                   |
| 124 | Скрылья                | деревня         | ↗267      | сельское поселение Дашковское                   |
| 125 | Соймоново              | деревня         | ↘0        | сельское поселение Данковское                   |
| 126 | Спас-Тешилово          | деревня         | ↘0        | сельское поселение Липицкое                     |
| 127 | Станки                 | деревня         | ↗23       | городское поселение Оболенск                    |
| 128 | Станково               | деревня         | ↗16       | городское поселение Пролетарский                |
| 129 | Старые Кузьменки       | деревня         | ↗142      | сельское поселение Васильевское                 |
| 130 | Судимля                | деревня         | ↗160      | сельское поселение Дашковское                   |
| 131 | Съяново-1              | деревня         | ↗55       | сельское поселение Васильевское                 |
| 132 | Съяново-2              | деревня         | ↗83       | сельское поселение Дашковское                   |
| 133 | Тверитино              | деревня         | ↗174      | сельское поселение Дашковское                   |
| 134 | Терехунь               | деревня         | ↗3        | сельское поселение Дашковское                   |
| 135 | Трухачёво              | деревня         | ↗6        | сельское поселение Липицкое                     |
| 136 | Тульчино               | деревня         | ↗17       | сельское поселение Липицкое                     |
| 137 | Турово                 | село            | ↘772      | сельское поселение Данковское                   |
| 138 | Федотовка              | деревня         | →2        | сельское поселение Липицкое                     |
| 139 | Фенино                 | деревня         | ↗24       | сельское поселение Васильевское                 |
| 140 | Шарапова Охота         | посёлок         | ↗718      | сельское поселение Васильевское                 |
| 141 | Шатово                 | деревня         | ↗29       | сельское поселение Дашковское                   |
| 142 | Шепилово               | деревня         | ↗53       | сельское поселение Липицкое                     |
| 143 | Щеболово               | деревня         | ↗186      | сельское поселение Липицкое                     |
| 144 | Якшино                 | деревня         | ↗39       | сельское поселение Липицкое                     |

После укрупнения городского округа с целью исключения наличия у двух одноимённых населённых пунктов одинаковых категорий постановлением Губернатора Московской области № 538-ПГ от 1 ноября 2019 года деревня Новосёлки бывшего сельского поселения Дашковское преобразована в посёлок.
Постановлением Губернатора Московской области №550-ПГ от 7 декабря 2020 года рабочие посёлки (посёлки городского типа) Оболенск и Пролетарский преобразованы в сельские населённые пункты – посёлки.

## Общая карта
Легенда карты:
|  | Более 100 000 жителей   |
|  | 10 000 — 50 000 жителей |
|  | 3 000 — 10 000 жителей  |
|  | 2 000 — 3 000 жителей   |
|  | 1 000 — 2 000 жителей   |
|  | 200 — 1000 жителей      |

## Религия

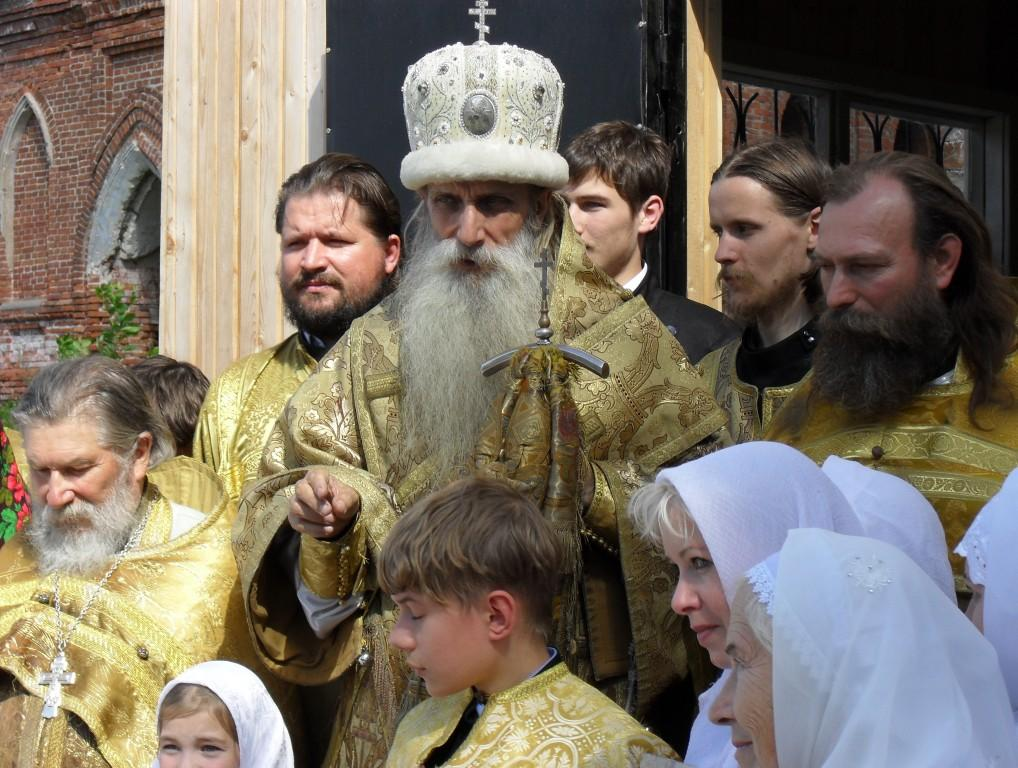
Митрополит Московский и всея Руси, предстоятель Русской православной старообрядческой церкви Корнилий (Титов) на освящении храма Мученицы Екатерины в селе Глазово

Среди верующих большинство составляют православные христиане.
В настоящее время на территории Серпуховского района находятся следующие культовые объекты:
- Николая Мирликийского церковь, 1698 (Большевик).
- Николая Мирликийского церковь, 1723—1739 (Бутурлино).
- Никольская церковь, 1689 (Васильевское) — сгорела в 2015 году[30]
- Борисоглебская церковь, 1684 (Дракино).
- Борисоглебская церковь, 1828 (Енино).
- Преображенская церковь, 1758 (Жёрновка).
- Флора и Лавра церковь, 1823 (Игумново).
- Иоанна Предтечи церковь, 1895 (Иванова Гора).
- Святителя Николая церковь, конец XIX века (Калугино).
- Благовещенская церковь, XVII век (Липицы).
- Троицкая церковь, 1756 (Лужки)
- Крестовоздвиженская церковь, 1787 (Лукино).
- Святителя Николая церковь, 1854 (Лукьяново).
- Михаила Архангела церковь, 1691 (Нехорошево).
- Казанская церковь, 1755 (Новинки).
- Богородицкая церковь, 1754 (Подмоклово).
- Спасская церковь, 1783 (Райсемёновское).
- Успенская церковь, 1694 (Старые Кузьмёнки).
- Никольская церковь, XVIII век (Сушки).
- Рождества Христова церковь, 1729 (Васильевское).
- Рождества Богородицы церковь, 1839 (Тульчино).
- Михаила Архангела церковь, 1903 (Шатово).
- Рождества Богородицы храм, 1848 (Турово)
- Кирилла и Мефодия храм, 2007 (Оболенск)
- Свято-Преображенский скит Данилова монастыря (между деревнями Подмоклово и Левашово)

Православные храмы округа объединены в Серпуховское благочиние (благочиннический округ) Русской Православной Церкви. Благочинный — отец Игорь (Чабан).
На территории округа существует община Русской православной старообрядческой церкви с центром в селе Глазово.
- Церковь Успения Пресвятой Богородицы (Глазово)
- Храм Святой великомученицы Екатерины (Глазово)

## Достопримечательности

### Приокско-Террасный биосферный заповедник
Основной достопримечательностью Серпуховского района является Приокско-Террасный биосферный заповедник имени Михаила Заблоцкого один из самых маленьких на территории России — 49 км²). В 1979 году заповеднику присвоен статус биосферного с включением в сеть заповедников ЮНЕСКО.

### Дракино
На территории района, недалеко от деревни Дракино расположен аэродром «Дракино», известный проведением чемпионата мира по планёрному спорту и чемпионату России по вертолётному спорту. Аэродром используется как базовый Серпуховским АСК им. А. И. Орлова, который занимается лётной подготовкой спортсменов и любителей, дельтапланерным клубом, а также для прыжков с парашютом.

СРП «Дракино». Коттеджный городок «Тирольская деревня».

### Шарапова Охота
Место паломничества уфологов со всей России. По их сведениям 19 августа 1977 года в этом посёлке приземлялся НЛО. Учёные обнаружили в окрестностях Шараповой Охоты аномальные места.

### Отели, базы отдыха, пансионаты
- Кислородный курорт Парк «Дракино» и рекреационная зона «Остров Дракино»
- Курорт «Царьград»
- Парк-отель «Воздвиженское»
- Прованс-отель «4 сезона»
- Апарт-отель «Арнеево»
- «Петрухино-клуб»
- «Новинки-парк»

### Съёмочная площадка
Здесь снимались фильмы:
- Апостол
- Беглянки
- Бумер-2
- Змеиный источник (Фильм был снят за 26 дней — один из самых рекордных сроков в истории российского кино!)
- Мишень
- Сердце врага
- Снежная сказка
- Щенок
- Идеальная пара
- Не могу сказать «Прощай»
- Строптивая мишень
- Савва
- Всё и сразу

Завтрак на траве (детский фильм 1979 года) снимали между посёлком Пролетарский и селом Райсемёновское

## Памятники архитектуры

### Памятники истории и культуры, состоящие на государственной охране

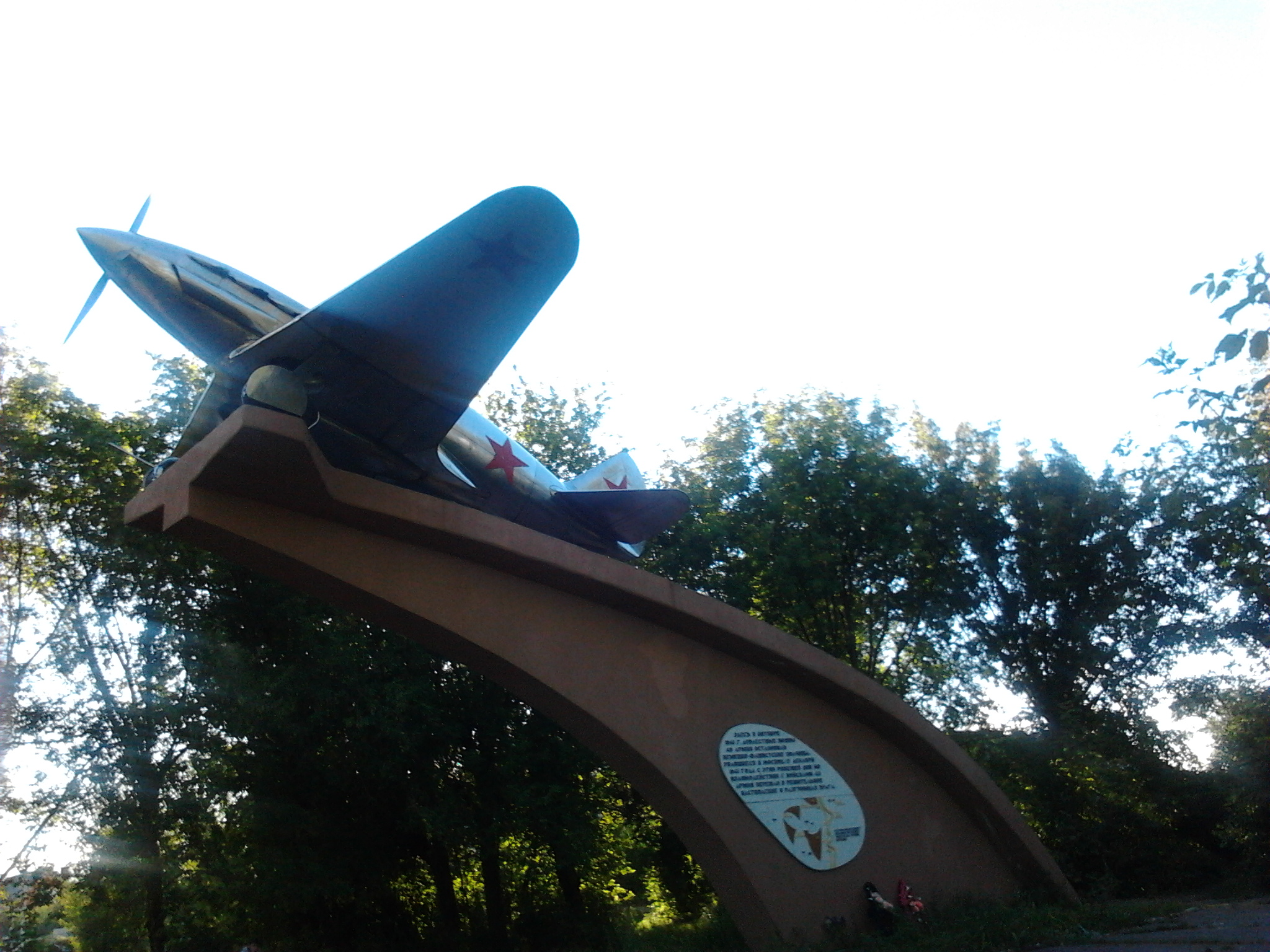
Самолёт «Миг-3»

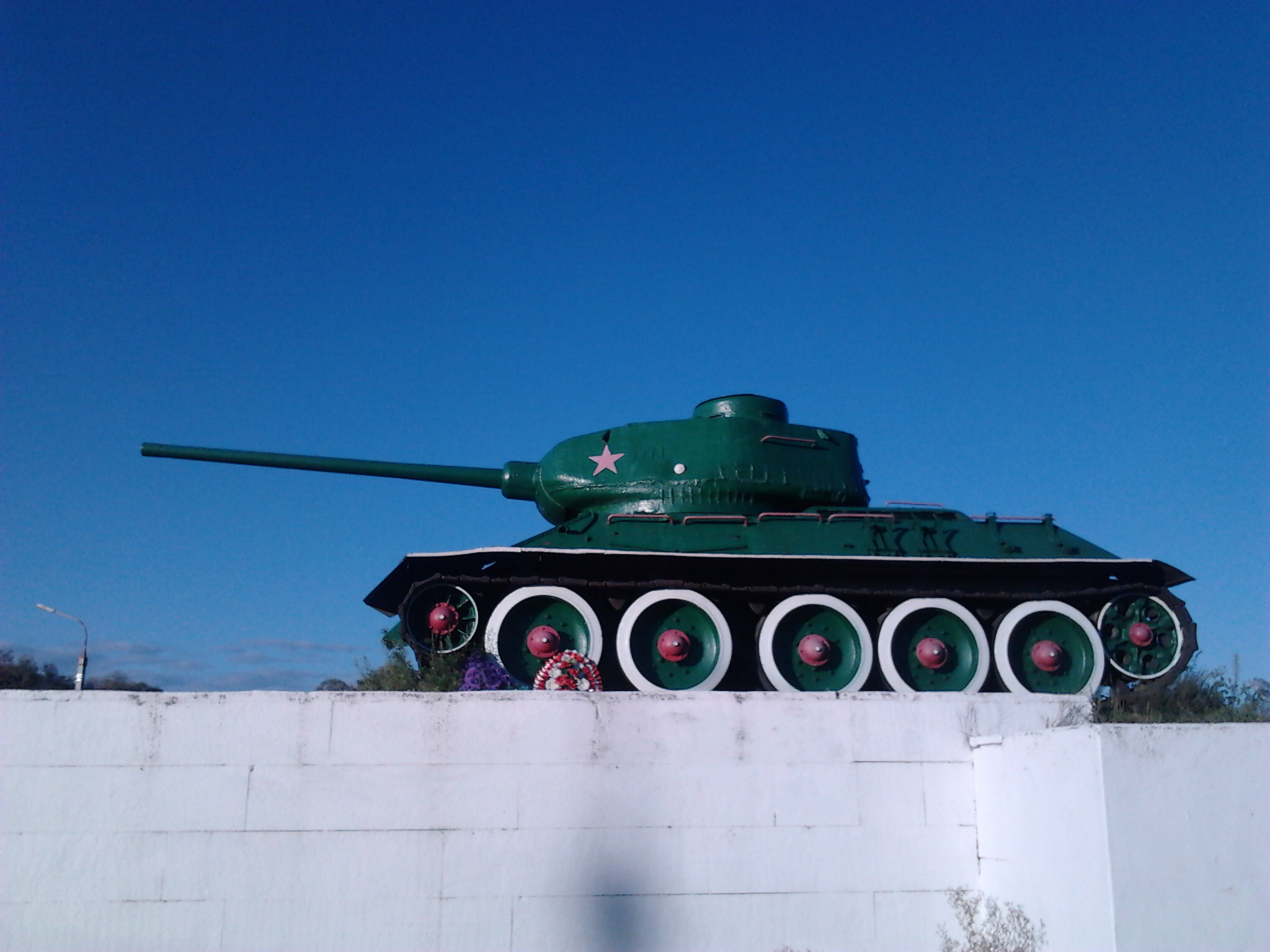
Танк «Т-34»

- Дракино, Памятный знак, установленный в честь воинов 49-й Армии, защищавших Москву в 1941 г. от фашистских захватчиков, — самолёт «Миг-3» 1941 г.
- Тешилово, правый берег р. Оки Городище «Тешиловское Дьяковское» Перв. пол. 1-го тыс. н. э., XII—XIII вв.
- Турово, Усадьба «Турово», где родился и жил декабрист Дмитрий Александрович Арцыбашев XIX в.
- Васильевское, Церковь Николая Чудотворца 1690 г.
- Лужки, Церковь Троицкая 1756 г.
- Нехорошево, Церковь Михаила Архангела 1691 г.
- Нижняя Городня, в 0,5 км к северу от деревни, на р. Городенке Городище I—VIII вв. н. э., XII—XIII вв.
- Подмоклово, в 1 км к востоку от села, на правом берегу р. Оки Городище «Подмокловское» VI—V вв. до н. э. — VII—VIII вв. н. э., IX—XII вв. н. э.
- Подмоклово, Усадьба «Подмоклово» вт. пол. XVIII в.
- Пущино-на-Наре, Усадьба «Пущино» кон. XVIII — нач. XIX вв.
- Пущино-на-Наре, в 300 м к востоку от села, на правом берегу р. Оки Селище «Пущинское» V в. до н. э. — VII в. н. э., XII—XIII вв.
- Рождественка, Усадьба «Рождествено — Телятьево» (Усадьба, где в начале 1820-х гг. бывали декабристы Шаховский Фёдор Петрович, Фон-Визин Михаил Александрович и Якушкин Иван Дмитриевич)
- Старые Кузьмёнки, Церковь Успения Пресвятой Богородицы 1694 г.
- Сушки, Церковь Николая Чудотворца Нач. XVIII в.

Выделенные объекты входят в перечень объектов исторического и культурного наследия федерального (общероссийского) значения, в соответствии с Указом Президента России от 20 февраля 1995 г. № 176. 

## Транспорт

### Железнодорожный
По территории округа проходят пути Московско-Курского отделения Московской железной дороги (станции и платформы: Шарапова Охота, 92-й км, Авангард, 107-й км). А также однопутная неэлектрифицированная железная дорога Серпухов — Протвино, которая осуществляла грузовое железнодорожное сообщение Протвинских промышленных предприятий со станцией Серпухов. По состоянию на 2022 год, линия частично разобрана.
- Ежедневно на станции Шарапова Охота делают остановку все электропоезда, двигающиеся в сторону Москвы и Серпухова, кроме экспрессов. Для некоторых из них Шарапова Охота является конечной.

Со станции можно без пересадок добраться также до городов: Тула, Чехов, Подольск, Москва.
- Ежедневно на платформе Авангард делают остановку почти все электропоезда, кроме экспрессов, двигающиеся в сторону Москвы и Серпухова.

Со станции можно без пересадок добраться также до городов: Тула, Чехов, Подольск, Москва.
- Ежедневно на платформе 92-й км делают остановку почти все электропоезда, кроме экспрессов, двигающиеся в сторону Москвы и Серпухова.

Со станции можно без пересадок добраться также до городов: Тула, Чехов, Подольск, Москва.
- Ежедневно на платформе 107-й км делают остановку 7 электропоездов, двигающихся в сторону Москвы, Серпухова и 7 — в сторону Тулы.

### Автомобильный
По территории округа проходят федеральные трассы:
- М2 E 105 Крым Москва — Тула — Орёл — Курск — Белгород — граница с Украиной
- А108 Московское Большое Кольцо через Дмитров, Сергиев Посад, Орехово-Зуево, Воскресенск, Михнево, Балабаново, Рузу, Клин

Главным автоперевозчиком в округе является автоколонна № 1790. В таблице указаны основные рейсы.
- 22 Серпухов—ф-ка Пролетарий (Пролетарский)
- 23 Серпухов—Съяново-2
- 24 Серпухов—Арнеево—Новинки
- 25 Серпухов—Данки — Приветливая
- 26 Серпухов—Пущино (после отмены 33 часть рейсов через Мещериново)
- 27 Серпухов—Протвино
- 28 Серпухов—Ланьшино
- 29 Серпухов—Гавшино
- 30 Серпухов—Каргашино
- 31 Серпухов—Турово—Прилуки
- 32 Серпухов—Волково—Птицесовхоз
- 34 Серпухов—Глазово
- 35 Серпухов—Райсемёновское
- 36 Пущино—Прончищево (временно не работает)
- 37 Пущино—Б. Грызлово—Каргашино
- 38 Серпухов—Мирный
- 40 Протвино—Оболенск
- 41 Серпухов—Зиброво
- 42 Пущино—Серпухов—Протвино
- 43 Серпухов—Оболенск
- 45 Серпухов—Судимля
- 47 Серпухов—Лужки
- 50 Серпухов—Рудаково
- 51 Серпухов—Дракино
- 55 Серпухов—Ивановское кладбище
- 60 Серпухов—Протвино—Оболенск
- 62 Серпухов—Дом отдыха «Шахтёр»
- Серпухов—Тарусская (бывший 101, ныне имеет четырёхзначный номер 4342)
- 102 Серпухов—Курилово. По сути 50 и 102 это один и тот же маршрут, на участке Серпухов — Рудаково с предоставлением льгот, далее без
- 104 Протвино—Кремёнки (остальные маршруты данного направления, 103 и 139, отменены)
- 144 Серпухов—Большевик—Кремёнки
- 234 Серпухов—Ферзиково (обслуживается Калужской областью)
- 245 Серпухов—Таруса
- 260 Таруса—Кремёнки (проходит через Протвино и Дракино)
- 359 Пущино—Москва
- 363 Протвино—Москва (ранее также работали маршруты 483 и 913, ныне отменены)
- 397 Оболенск—Москва (заезд фабрика Пролетарий)
- 458 Серпухов—Москва
- 506 Серпухов—Обнинск (обслуживается Калужской областью)
- 539 Таруса—Москва

Ранее работал маршрут 131 Серпухов — Калуга. Отменён в связи с уходом Мострансавто с межрегиональных маршрутов, однако же 102 работает.

### Воздушный
На территории округа расположены три аэродрома — «Дракино» и «Большое Грызлово», «Новинки».

## Связь
Телефонная связь:
- ЦентрТелеком — Серпуховский узел электросвязи
- Институт инженерной физики РФ
- Юг-Телеком
- Бестлайн
- Телекоммуникационная компания «Риалком-Серпухов»

Сотовые операторы:
- Билайн
- МегаФон
- МТС
- Теле2
- Yota

Интернет-провайдеры:
- Домолинк (ADSL) — ЦентрТелеком
- Юг-Телеком
- Телекоммуникационная компания «Риалком-Серпухов»
- Институт инженерной физики РФ
- Р. М. Телеком
- Интернет-провайдер беспроводного интернета 4G Mobile WiMAX компания Интерпроект (бренд FreshTel). (В посёлках Большевик, Мирный в деревнях Глазово, Скрылья, Паниково, Нефёдово, Каменищи).

## Климат

День Серпуховского района. Регата по Оке

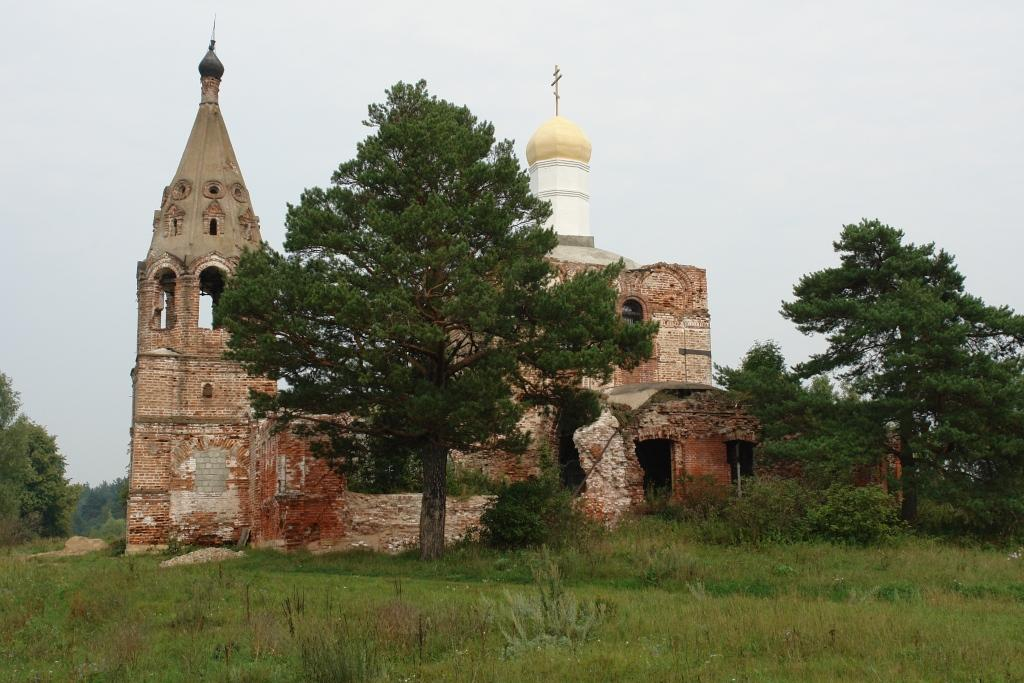
Деревня Нехорошево

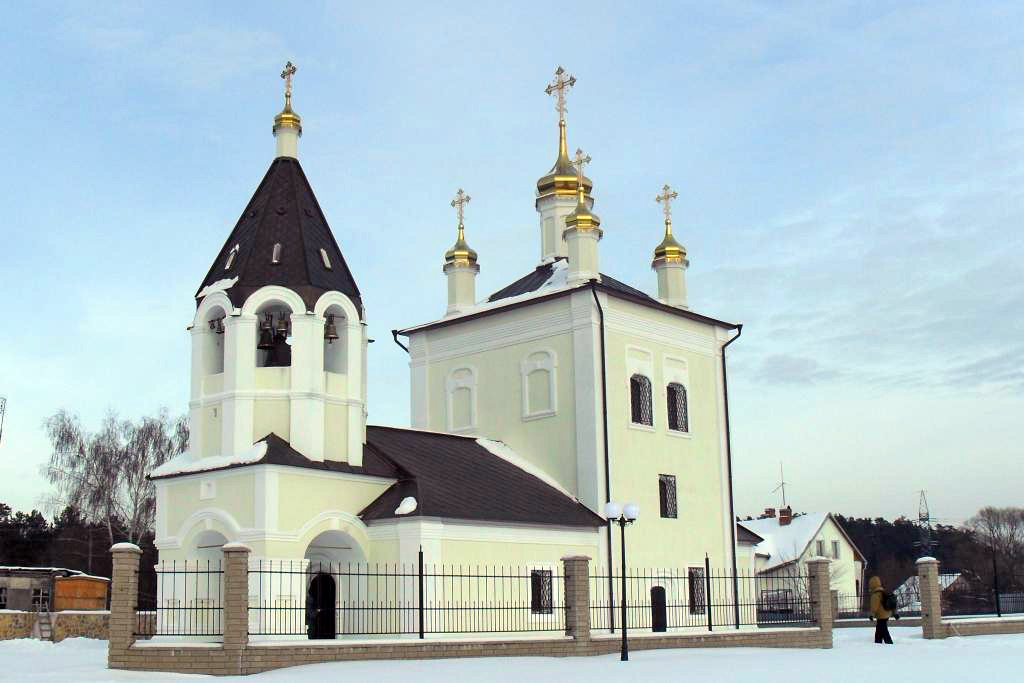
Церковь Святой Троицы в селе Лужки была построена в 1756 году по инициативе серпуховского купца Василия Григорьевича Кишкина

Климат Серпуховского района умеренно континентальный. Характеризуется тёплым летом, умеренно холодной зимой с устойчивым снежным покровом. Средняя температура января −10 °C, средняя температура июля +18 °C. Среднегодовая температура воздуха +3,1 °C.
Осадков выпадает около 600 мм в год, две трети из которых выпадают в виде дождя, а одна треть в виде снега. Максимум осадков приходится на июль, минимум — на февраль. Устойчивый снежный покров лежит в среднем 140 дней, а его средняя высота от 30 до 53 см.
В течение года на территорию района приходят воздушные массы из других регионов:
- умеренный морской воздух — со стороны Атлантики;
- холодный — из Арктики;
- континентальный умеренный — из Сибири;
- морской и континентальный, тропический — со стороны Средиземноморья и Ирана.

Но преобладающей воздушной массой во все сезоны года выступает умеренный континентальный воздух, который называется воздушной местной массой, формируется которая в основном в центральных районах Русской равнины. Воздух этот отличается низкой температурой зимой и сравнительно высокой летом, умеренной сухостью и запылённостью.
Для Серпуховского района, как и для Московской области в целом, характерны четыре времени года:
Зима. Этот сезон самый продолжительный. Он длится в среднем 150 суток (с 5 ноября по 4 апреля). Зимние дни короткие, сумрачные, а ночи — длинные, тёмные, морозные. Обычно устойчивый сплошной снежный покров образуется 25—29 ноября и сохраняется до 8 апреля. Снежный покров имеет большое значение: он защищает почву и растения от промерзания, является основным источником для питания грунтовых вод, определяет размеры весеннего половодья рек.
Весна. Самый короткий сезон. Продолжительность его в среднем 45 дней (с 5 апреля по 18 мая). Под лучами весеннего солнца остатки снежного покрова разрушаются уже к 8—10 апреля. С его исчезновением лучше и быстрее прогревается земля и приземный воздух. Восходящие потоки тёплого воздуха способствуют образованию кучево-дождевых облаков. В начале мая возникают первые грозы. Но для весны характерны резкие изменения погоды. Часто проникающий с севера холодный арктический воздух приводит к выпадению снега или снежной крупы. Отмечается также большая разница между дневной и ночной температурами. В апреле часты заморозки, в мае они бывают всего 6—7 дней, а самое позднее их наступление отмечается в июне — вплоть до 7 числа. Но как только среднесуточные температуры становятся выше + 5 °C, начинается бурная вегетация растений и кустарников.
Лето. Его продолжительность около 130 суток. Начало лета приходится на вторую половину мая, а окончание на 14—15 сентября. Тёплый период лета с температурой + 15 °C и выше длится до 15—20 августа. В сентябре (с 4 по 11) очень часто наблюдается тёплая ясная погода — это время обычно называют «бабьим летом». Объясняется оно появлением большого и устойчивого антициклона — носителя хорошей погоды. Летом усиливается циклоническая деятельность, часто идут дожди, обильны росы. Во второй половине августа заметно уменьшается день, ночи становятся холоднее, желтеет листва на деревьях. Начинается листопад.
Осень. Этот сезон длится около 50 суток (с 15 сентября по 4 ноября). В начале осени стоит теплая и ясная погода. Это второе «бабье лето», длящееся от нескольких дней до 2 недель. Во второй половине сентября наблюдаются первые заморозки. Облака становятся слоистыми, облачность увеличивается, и начинаются затяжные осенние дожди. Температура воздуха резко снижается, влажность воздуха увеличивается. Образуются частые густые туманы. В конце осеннего сезона появляется неустойчивый снежный покров.
Мониторингом погоды на территории Серпуховского района занимается Станция фонового мониторинга Приокско-Террасного заповедника.

## Политическое и экономическое сотрудничество
- Макарьевский район (Россия)
- Анталья (Турция)
- Сус (Тунис)